# Снігурівка (селище)
Снігурівка —  селище в Україні, у Золотоніському районі Черкаської області. Входить до складу Золотоніської міської громади. Населення — 4 людини, всі назвали українську мову рідною. 
Село офіційно вимерло у 2020-х. Герб селища є промовистим.   